# Деньгубовка (Дубровский район)
Деньгубовка — деревня в Дубровском районе Брянской области, в составе Сергеевского сельского поселения.
Расположена в 4 км к западу от деревни Алешинка. Население — 46 человек (2010). Имеется отделение связи.

## История
Упоминается с XVIII века в составе Брянского уезда; входила в приход села Акуличи, с 1805 года — села Лутны. В 1862 году на средства местных крестьян был построен деревянный храм Преображения Господня (не сохранился), и Деньгубовка получила статус села. В XIX веке была известна как центр бондарного ремесла. В 1869 здесь была открыта земская школа, а в начале XX века — бесплатная библиотека, одна из первых в уезде. С 1861 года Деньгубовка находилась в составе Акулицкой волости Брянского уезда, с 1895 в Лутенской волости, в 1922—1929 — в Людинковской волости; с 1929 в Дубровском районе.
До 1959 года являлась административным центром Деньгубовского сельсовета.
В деревне родился Герой Советского Союза Савелий Свидерский.